# Mario Angiolini
Mario Angiolini (Modena, 25 aprile 1911 – Bologna, 27 agosto 1980) è stato un calciatore e pilota automobilistico italiano.  Come calciatore ricoprì il ruolo di portiere.

## Carriera

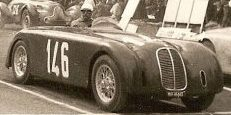
Angiolini sulla linea di partenza del Circuito di Piacenza 1947

Giocò in Divisione Nazionale con la Reggiana ed in Serie A con il Modena.
Chiude a Carpi in Prima Divisione, nel 1934 lascia ancor giovane il calcio per l'automobilismo, diventando pilota della Maserati.
I migliori risultati da pilota li ottenne con i due secondi posti al Circuito di Campione d'Italia 1946 e al  Circuito di Piacenza 1947.